# توماس كير
توماس كير (بالإنجليزية: Thomas Kerr)‏ هو محامي وسياسي أمريكي، ولد في 25 يوليو 1950 في كوفينغتون في الولايات المتحدة. حزبياً، نشط في الحزب الجمهوري (2004 – ) والحزب الديمقراطي ( – 2004).

## وصلات خارجية
- الموقع الرسمي